# Denis Istomin
Denis Istomin (født 7. september 1986 i Tasjkent, Sovjetunionen) er en usbekisk tennisspiller. Han har, pr. maj 2009, endnu ikke vundet nogen ATP-turneringer.